# Pilumnopeus laevimanus
Pilumnopeus laevimanus is een krabbensoort uit de familie van de Pilumnidae. De wetenschappelijke naam van de soort is voor het eerst geldig gepubliceerd in 1889 door Cano.